# ポーランド・プロイセン同盟
ポーランド・プロイセン同盟（ポーランド・プロイセンどうめい、ポーランド語: Przymierze polsko-pruskie ドイツ語: Polnisch-Preußische Allianz）は、1790年3月29日にワルシャワで締結された、ポーランド・リトアニア共和国とプロイセン王国の相互防衛同盟である。ポーランドは大改革の最中にあり、ロシア帝国やオーストリア（ハプスブルク帝国）に介入されることを防ぐためにプロイセンを後ろ盾としようとした。
締結当初から、この同盟はポーランド側にのみ大きな利のあるものであった。さらに直後のポーランド国内状況の変化により、プロイセンにとってはさらに意味の薄い同盟となっていった。一方のポーランドは、国内改革を完遂するために、プロイセンの保護に頼り切っていた。実のところ、この諸改革はプロイセンにとって望ましいものではなく、むしろ自身を脅かし得るものと見えていた。ポーランドが5月3日憲法を採択したことに伴い1792年にポーランド・ロシア戦争が勃発すると、プロイセンは憲法について相談されなかったことを理由に同盟を破棄した。1794年のコシチュシュコの蜂起の際には、プロイセンはロシアと組んでポーランド人を鎮圧する側に回った。

## 背景

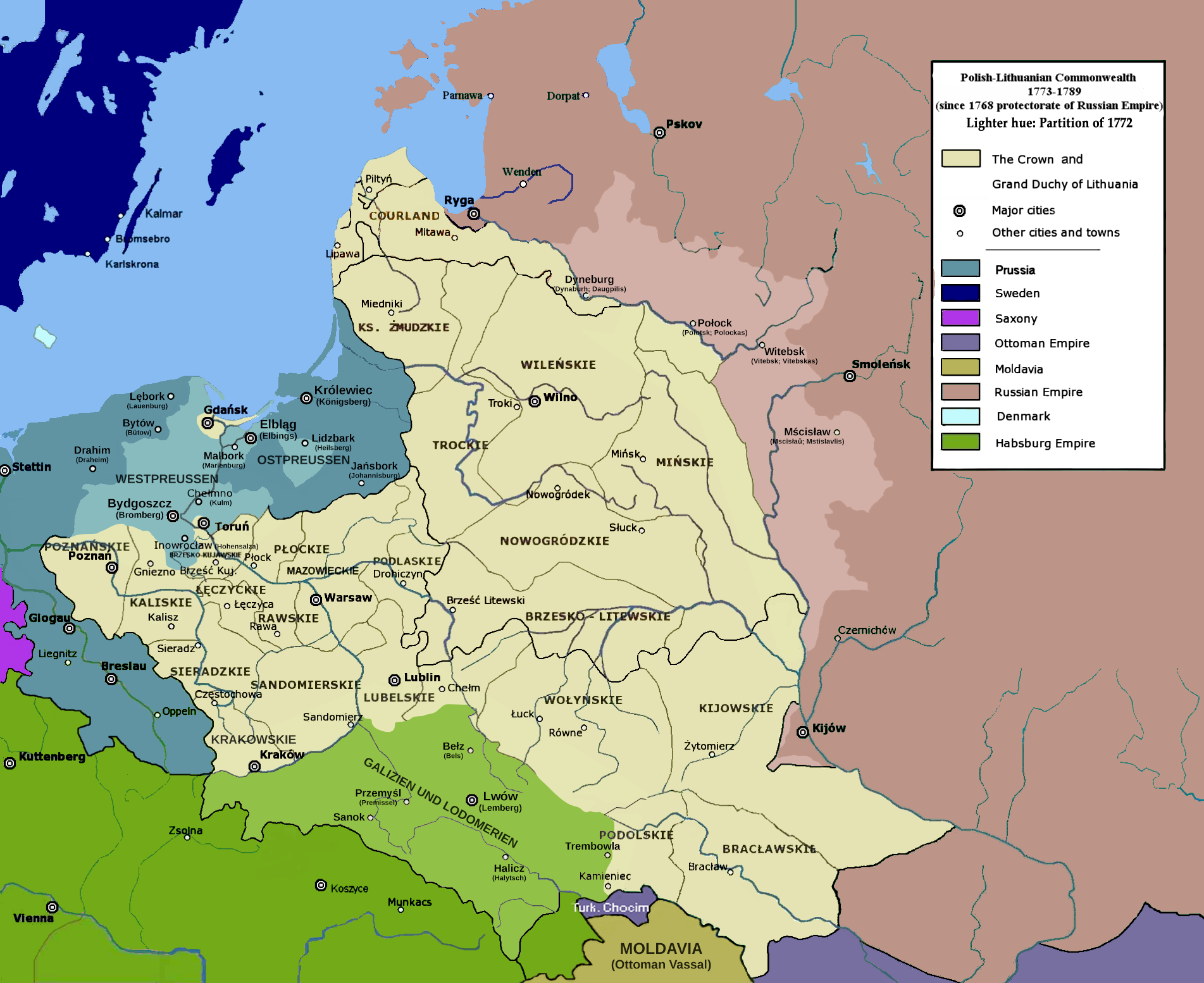
第一次ポーランド分割後のポーランド・リトアニア共和国と周辺国（1773年 - 1789年）。薄青の部分がプロイセンの獲得地域。

ポーランド・リトアニア共和国もしくはジェチュポスポリタは、16世紀後半のルブリン合同による成立以来、ヨーロッパの強国の1つであった。18世紀後半に至っても、この国はロシア帝国、オスマン帝国に次ぐヨーロッパ大陸最大級の領土を誇っていた。しかしその内部では、政治や軍事面で破綻が増え続けていた。17世紀初頭までに、マグナートが地域またはそれ以上の範囲を支配し、自分たちの特権を弱め得るような改革を一切拒否した。いわゆる黄金の自由の時代である。18世紀後半から試験的な改革が始まったが、これは国内のマグナートのみならず、国境を接する隣国にとっても面白いものではなかった。当時のポーランド軍はわずか約1万6000人しかおらず、30万人を擁するロシア帝国軍や、それぞれ20万人を擁するプロイセン王国軍、ハプスブルク帝国軍の格好の餌食だった。これらの国々は、すでに1772年から1773年にかけての第一次ポーランド分割で、21万1000㎢の領土と500万人の人口をポーランド・リトアニア共和国から奪っていた。
しかしこの後の欧州情勢の変化が改革派に政治的機会を与えた。ロシアとオーストリアはオスマン帝国との戦争（露土戦争 (1787年-1792年)、墺土戦争 (1787年-1791年)）に忙殺されており、またロシアはスウェーデンとの戦争（第一次ロシア・スウェーデン戦争）も抱えていた。
この状況において、ポーランド王スタニスワフ2世アウグストは、墺露同盟にポーランドも参加して対オスマン戦争に加わることで、ポーランドの改革を前進させようとした。しかしロシアの国内事情により、この試みは頓挫した。ロシアに突き放されたポーランドは、新たな同盟相手として英普蘭三国同盟に目を付けた。この同盟はロシアを牽制する意図で結ばれたもので、ポーランドはここにプロイセンと手を結ぶ道を見出した。この案はイグナツィ・ポトツキやアダム・カジミェシュ・チャルトリスキらポーランドの改革派政治家たちによって推進された。
一方プロイセンは、三国同盟を利用してバルト地域に領土を拡大したがっていた。その手段としては、ロシアと戦争するか、ポーランド・リトアニア共和国から外交を通じて獲得するか、またはその両方が考えられた。1791年ごろには、バルカン半島で勢力を拡大するロシア・オーストリア同盟と、これを抑えようとする三国同盟の間で開戦の機運が高まっていた。

## 交渉
プロイセンは、ロシアがオスマン帝国やスウェーデンと戦っているうちに、弱体なポーランドを勢力圏に取り込もうと目論んでいた一方で、ポーランド国内の改革派は、この状況をロシアの支配下から脱する好機ととらえていた。実のところプロイセンは、元から同盟に価値があるとは思っておらず、その最終的な成否すら重要視していなかった。1788年10月13日にプロイセンの使節ルートヴィヒ・ハインリヒ・ブッフホルツがポーランドの四年セイムに初めて条約締結を提案したとき、プロイセンはポーランドで長く不毛な議論が続くことで、ポーランドにおけるロシア（場合によってはオーストリア）の地位が低下することだけを期待していた 。その上、プロイセンにとっては同盟締結は今後のプロイセン・ポーランド関係における1つのオプションに過ぎなかった。しかし一部のポーランドの政治家は、新たに浮上してきた「プロイセンとの同盟」という選択肢を唯一の道と考え始めていた 。この結果、プロイセン側の予想を超えて、ポーランドで愛国派（改革派）が発言力を強めていった。翌年、プロイセンは同盟締結の余地を残しつつ、態度を曖昧にして交渉の進行を遅延させることにした。ブッフホルツはこの事態急進の責任を問われ、彼を助けるためにジローラモ・ルケシーニが新たにワルシャワへ派遣された。
プロイセン側は時間稼ぎのために、条約調印前にポーランド・リトアニア共和国はさらなる改革を通しておくべきだと愛国派に伝えるなどしていた。しかし1789年10月、オスマン帝国がロシアに敗北したことが決定的となり国際的な力関係が急変したことにより、ポーランド・プロイセン同盟の必要性は大きく上昇した。もともと反王党的な性格もあった愛国派は、急速に国王スタニスワフ2世に接近し始めた。1790年2月から3月にかけて、同盟条約の具体案がワルシャワ―ベルリン間で交わされた。プロイセンがグダンスクとトルンの割譲や関税を要求したために交渉は難航したが、オーストリアがポーランド・オーストリア同盟の締結を持ち掛けてきたことにプロイセンが危機感を示し、要求のほとんどを取り下げた。

## 条約とその白紙化

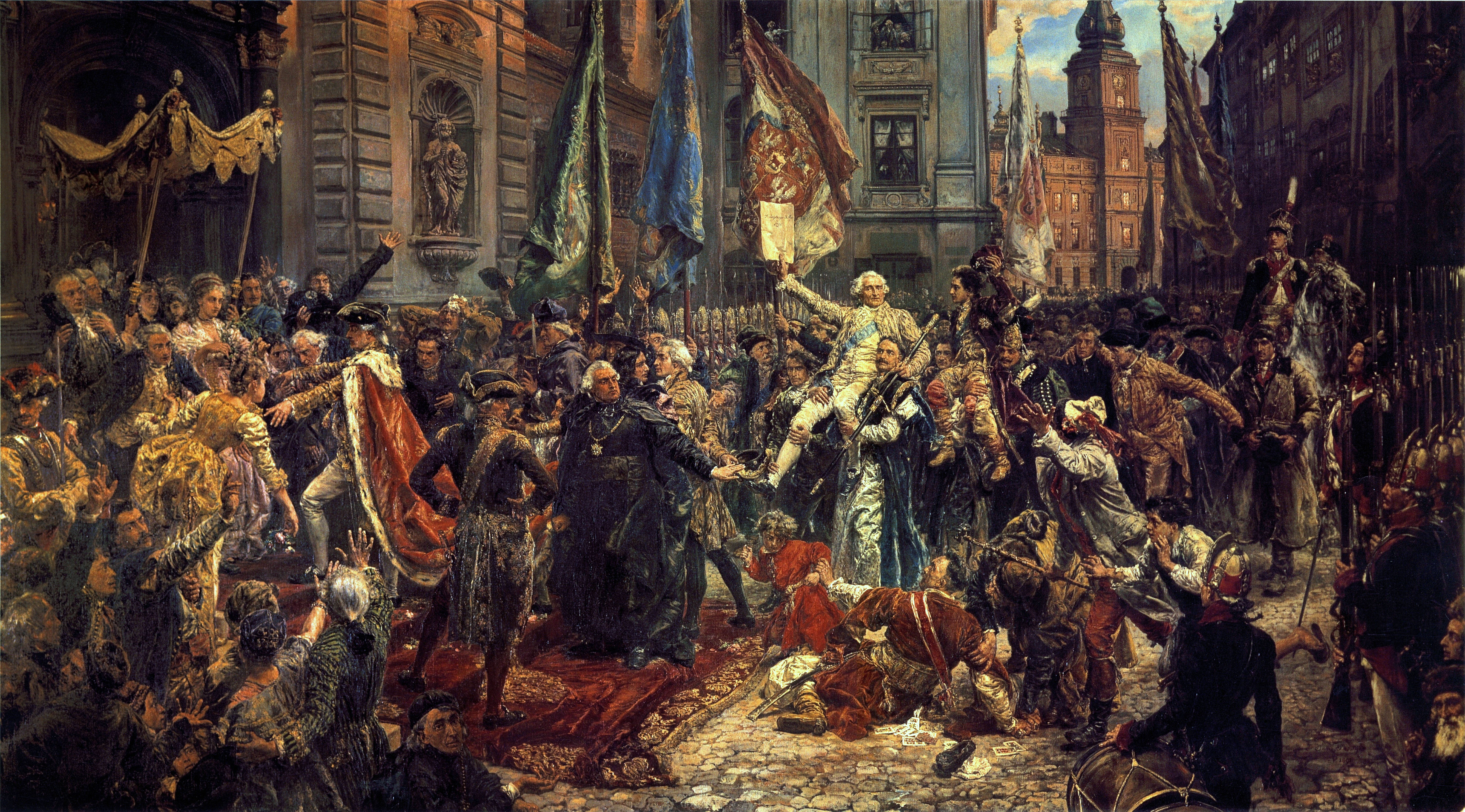
1791年5月3日憲法 (ヤン・マテイコ画、1891年)。スタニスワフ2世アウグスト（左の赤いマントを着けた人物）が聖ヨハネ大聖堂に入る場面。中央ではセイムの議員たちが新憲法の条文を掲げている。後方には憲法が採択されたワルシャワ王宮が見える。

条約は1790年3月29日に調印され、4月23日に調印された。両国の間には相互防衛同盟が結ばれ、一方が第三国に侵略された際に他方が援護することが決められた。
条約締結後に立て続けに起こった出来事により、プロイセンにとっての同盟の価値は大きく低下していった。7月27日にライヒェンバッハ条約が結ばれたことで、プロイセンはオーストリアと戦争する危険が無くなり、ポーランドとの同盟の意図は単なるロシアへの対抗という面に絞られた。さらに9月9日、四年セイムはポーランド・リトアニア共和国領の不可分を宣言した。プロイセンはグダンスクとトルンの割譲をポーランドに求めていた（ただしその場合、第三国からポーランドに代償の領土を与える領土補償が想定されていた）ことから、プロイセンがポーランドと長期的な友好関係を維持する意味がますます失われた。1790年の秋、冬には、すでにプロイセンはポーランドを見捨ててロシアとの外交交渉を始めていた。
イグナツィ・ポトツキはプロイセンに次代ポーランド王にルートヴィヒ・フォン・プロイセンを推すことを提案したが、プロイセン王フリードリヒ・ヴィルヘルム2世はエヴァルト・フリードリヒ・フォン・ヘルツベルクの助言を受けてこれを拒否した。プロイセンはあくまでも領土割譲を求めていたのであり、下手にポーランドに手を貸してポーランドが強大化すれば、第一次ポーランド分割の際の領土返還を要求される危険性があった。1791年に5月3日憲法が採択された際、フリードリヒ・ヴィルヘルム2世は表向きはこれを祝したものの、これはプロイセンにとって憂うべき事態であった。エヴァルト・フリードリヒ・フォン・ヘルツベルムは「ポーランド人は憲法に投票することでプロイセンの王制にとどめの一撃を放ってきた」と述べ、ポーランドの強大化に対するヨーロッパの守旧派たちの不安を代弁した。1791年7月26日、英独蘭三国同盟は事実上ロシアの要求に屈する形で瓦解し、プロイセンとロシアの友好関係は不動のものとなった。一方ポーランドはスウェーデンとの同盟を試みたものの失敗した。

## その後
1792年1月、ヤッシーの講和で露土戦争が終結した。4月には第一次対仏大同盟が結ばれ、プロイセンは軍の大部分を革命フランスに対する戦線に回さざるを得なくなった。一方ポーランドの一連の運動に怒ったロシアは5月18日にポーランド領のウクライナに侵攻、ポーランド・ロシア戦争が勃発した。ここに至ってフリードリヒ・ヴィルヘルム2世やプロイセンの大臣たちはポーランドを完全に見捨て、ポーランドをいかに支援するかよりも、いかに来る2度目のポーランド分割に参加するかを考えていた 。すでにルケシーニは、プロイセンはポーランドを支援できないとする宣言案を書いていた。6月に支援を求めてベルリンに赴いたイグナツィ・ポトツキに対し、プロイセン政府は、5月3日憲法によって変わってしまったポーランドにはもはや手助けすることができないと回答した。プロイセンの外務大臣フリードリヒ・ヴィルヘルム・ヴォン・シューレンブルク・ケーナーは、ポトツキに対しはっきりと、プロイセンが新憲法に賛同できないこと、これ以上は仲介の労をとることを含めあらゆる支援を行うことはできないことを述べ伝えた。もしここでポーランドを助ければ、ポーランドは改めて改革を進めて強大化していく恐れがあった。
1793年1月、ヴィエルコポルスカ（大ポーランド）にプロイセン軍が進軍した。これはポーランドの同盟軍としてではなく、第二次ポーランド分割におけるプロイセンの分け前を確保するための軍事行動だった。同月、プロイセンはロシアとの間に両国によるポーランド分割を確認する条約を結んだ。この分割に反抗したタデウシュ・コシチュシュコらポーランド人がコシチュシュコの蜂起を起こすと、プロイセン軍はロシア軍を援護し、シュチェコチニの戦いなどで蜂起の鎮圧に貢献した。1795年までに第三次ポーランド分割が実施され、ポーランド・リトアニア共和国は消滅した。プロイセンはグダニスク、トルン、その他多くの領土を獲得し、以後123年間にわたりプロイセン領（ドイツ領）ポーランドとして支配した。

## 史学史
ポーランド・プロイセン同盟の史学的研究は1890年代に始まり、1900年にポーランドの歴史家シモン・アスケナジが同盟を外交的・国際的な側面から考察したPrzymierze polsko-pruskieを出版した。アスケナジは、同盟が失敗に終わった原因はプロイセンの現実主義的な方針と比較して下手だったポーランド外交にあると論じたが、多くの歴史家たちはこの考えに同意していない。同盟のどの部分が現実的で、どの部分がポーランドの政治家たちの誤算を招くプロイセンのフェイクであったかという問題については、現代の歴史家たちの間でも議論が続いている。またピオトル・ステファン・ヴァンディチュによれば、この同盟からもたらされた利益・不利益についても1世紀以上にわたり結論が出ていない。